# Humene Siheneasi
Humene Siheneasi is een bestuurslaag in het regentschap Nias Utara van de provincie Noord-Sumatra, Indonesië. Humene Siheneasi telt 913 inwoners (volkstelling 2010).